# Менеджмент в социальной сфере
Менеджмент в социальной сфере — управление социальными системами и соответствующими организациями и учреждениями, направленное на достижение целей по регулированию, качественному сохранению и развитию общества .

## Описание
Деятельность организаций социальной сферы, основными направлениями которой являются образование, здравоохранение и ЖКХ, направлена на решение социальных проблем населения. Основными субъектами социальной сферы, которая тесно переплетена с социальной политикой государства, являются региональные органы власти и бизнес-структуры, контроль за которыми осуществляют общественные организации. Объектом социального управления выступает население, различные социальные группы, рабочие коллективы и так далее.
Основные задачи менеджмента в социальной сфере включают: содействие развитию образовательных, медицинских учреждений, разработка программ занятости, проведение культурных мероприятий и так далее. Целью управления в соцсфере является поддержание равновесия и развития общества.
К основным концепциям управления социальной сферой относят концепцию развития человеческого потенциала, концепцию качества жизни, теорию человеческого капитала, концепцию базовых нужд. Для оценки состояния сфер жизнедеятельности населения в современной науке используются обобщающие показатели (индекс человеческого развития, человеческий капитал на душу населения и т.д.).

## В России
В российском обществе понятие «менеджмент в социальной сфере» рассматривается с разных точек зрения и значений:
- организационно-структурное значение — управление социальной работой на различных уровнях государственного управления;
- функциональное значение — различные функции управления;
- руководство на различных уровнях, профессионализация, работа на разнообразных должностях – организатора, информационного работника, юриста, предпринимателя, педагога и так далее;
- менеджмент как процесс;
- управленческий труд;
- наука и учебная дисциплина.